# Itjvisi
Itjvisi (en georgiano: ითხვისი) es un pueblo en el norte de Georgia, ubicado en el noreste de la región de Imericia y parte del municipio de Chiatura. 

## Geografía
Itjvisi se encuentra en la meseta de Chiatura, a 12 km de Chiatura.

## Historia
Las excavaciones arqueológicas iniciadas en el pueblo en 2019 han dado con restos de edificios del siglo I y armas de hierro del período helenístico tardío. También se descubrió un asentamiento de la Edad Media, donde se encontraron materiales arqueológicos característicos de los siglos XII-XIII y una bodega de la época altomedieval con 12 cántaros.

## Demografía
La evolución demográfica de Nigozeti entre 2002 y 2014 fue la siguiente:
| 2846                                            | 1882 |
| (Fuente: Population of Georgia in Soviet times) |      |

Según el censo de 2014, los georgianos constituían el 100% de la población local.

## Economía
Durante el período soviético se desarrollaron la extracción de manganeso, la producción lechera y la horticultura.

## Personas ilustres
- Giorgi Tsereteli (1927): poeta georgiano.